# Lijst van spelers van DWS
Dit is een lijst van voetballers die minimaal één officiële wedstrijd hebben gespeeld in het eerste elftal van de Nederlandse voormalig betaaldvoetbalclub DWS of DWS/A.

## A
- Ben Aarts
- Tonny Adam
- Paul Amara

## B
- Chris Bachofner
- János Bédl
- Piet van den Berg
- Rob Bianchi
- Stanley Bish
- Jaap Bloem
- Blok
- Blokzijl
- Rob Boersma
- Jan Bons
- Karel Bonsink
- Piet Boogaard
- Gerrit Borghuis
- Boshuizen
- Hans Boskamp
- Bob Bouber
- Ger Braam
- Jan Braam
- Bert Bregman
- Eduard Bulder
- Joop Burgers

## C
- Bertus Caldenhove
- De Clerc
- Leo Coppens
- Leen Corbran
- Theo Cornwall

## D
- Hans Deen
- Gerrie Deijkers
- Chris Dekker
- Harm Dijkstra
- Jos Dijkstra
- Donker
- Theo van Doorneveld

## F
- Frits Flinkevleugel

## G
- Bert Gerritse
- Frans Geurtsen
- Anton Goedhart
- René Goedhart

## H
- Leo Heeres
- Cor van der Hoeven
- Henk Hofstee
- Gerard Hogenbirk
- Nico Hogendorp
- Dick Hollander
- Theo Husers

## I
- Piet van Ingen
- Rinus Israël

## J
- Wim de Jager
- Rob Jansen
- Fred Jaski
- Joop Jochems
- Joop de Jong
- Jan Jongbloed

## K
- Wim van 't Kaar
- Martin Kamminga
- Cees Kick
- Arie Kil
- Arie Klein
- Jan Klein
- Bouke Koevoets
- Jaap Kooistra
- Herman Koot
- Frans Kramer
- Wim de Kreek
- Piet Kruiver
- Joop de Kubber

## L
- Van Leersum
- Rinus van Leijenhorst
- Huub Lenz
- Rein van Lier
- Tijn van Lier
- Henk Loermans
- Michel van der Loop

## M
- Huub Mensink
- Ferry Mesman
- Wim Muller

## N
- Herman Niessen
- Tonnie Nieuwenhuys
- Klaas Nuninga

## O
- Henk Olk
- Arie de Oude
- Cor Out
- Niels Overweg

## P
- Gerrit Peijs
- Petiet
- André Pijlman
- Hein Pitters
- Ad van de Pol

## R
- Reedeker
- Rob Rensenbrink
- Frans Richter
- Wim Riechelman
- Bennie Roode
- Rob Roosendaal
- Ab Ruitenbeek
- Wim Ruitenbeek

## S
- Armand Sahadewsing
- Dick Schenkel
- Fred Schoonderwoerd
- Cor Schoonhoven
- Henk Schouten
- Daan Schrijvers
- Piet Schrijvers
- Finn Seemann
- Henk Serlijn
- Josip Šimoković
- Cees van Slooten
- Aad Smit
- Klaas Smit
- Frits Soetekouw

## T
- Mosje Temming
- Hannie Tolmeijer

## V
- Kick van der Vall
- Ad Vermolen
- Aad Verschoof
- Gijs Vijfhuizen
- Ad Visser
- Jaap Visser
- Jos Vonhof
- Peter Voogt
- Piet Vrauwdeunt
- Henny Vredenbregt

## W
- Pim Waaijenberg
- Wim Wertwijn
- Henk Wery
- Jacques Westphaal
- Jan van de Weyer
- Bram Wiertz
- Jaap Wiggemans
- Joop Wildbret
- Piet Witschge
- Riny van Woerden

## Z
- Jan van der Zande
- Willem Zirschky
- Rein Zurburg